# Парлье, Эжен
Эже́н Парлье (фр. Eugène Parlier; 13 февраля 1929, Монтрё — 30 октября 2017, Монтрё, Во) — швейцарский футболист, играл на позиции вратаря; участник чемпионата мира 1954 года.

## Биография

### Клубная карьера
Парлье начал карьеру в «Невшатель Ксамакс», в котором играл один сезон. В 1949 году Парлье перешёл в «Серветт», в котором отыграл пять сезонов и выиграл в 1949 году Кубок Швейцарии, а в следующем году чемпионский титул в составе этой команды.
После «Серветта» в течение четырёх сезонов играл за «Уранию» (1955—1959) и «Биль-Бьенн» (1960—1964). В 1964 году перешёл в «Лозанну», в составе которой отыграл один сезон и выиграл чемпионский титул в 1965 году. Его последним клубом в карьере стал «Этуаль», где он завершил карьеру в возрасте 37 лет.

### Карьера в сборной
В составе сборной Швейцарии был основным вратарём на чемпионате мира 1954 года, где сыграл в четырёх матчах на турнире, в том числе и проигранном матче 1/4 финала со сборной Австрии, которая завершилась со счётом 7:5.
Всего за сборную Швейцарии сыграл 21 матч.

### Смерть
Скончался 30 октября 2017 года в Монтрё в возрасте 88 лет.

## Достижения
«Серветт»
- Чемпион Швейцарии (1) : 1949/50
- Обладатель Кубка Швейцарии (1) : 1948/49

«Лозанна»
- Чемпион Швейцарии (1) : 1964/65